# Ulv Kylberg
Ulv Erik Hugo Kylberg, född 21 december 1912 i Svalöv men uppväxt i Stockholm, död 17 januari 1975, var en svensk målare, tecknare och illustratör.
Han var son till direktören Lars Henrik Kylberg och Esther Sophia Winberg samt från 1945 gift med Elsa Munktell. Han var brorson till konstnären Carl Kylberg. Han studerade konst vid Konsthögskolan i Stockholm 1933–1938 och bedrev studier i Paris 1948 och Italien 1949. Separat ställde han ut på Svensk-franska konstgalleriet  1949 och tillsammans med sin fru ställde han ut på Konstgalleriet i Borås 1951. Han medverkade från 1936 i samlingsutställningar med Sveriges allmänna konstförening och i grupputställningar på Svensk-franska konstgalleriet. Som illustratör medverkade han i Söndagsnisse-Strix, Folket i Bild och All världens berättare samt utförde bokillustrationer bland annat illustrerade han Lennart Hellsings Fatimas hand  och Alf Ahlbergs Sådan är du 1948. Han drabbades av en förlamning som resulterade i att han de sista femton åren av sitt liv inte kunde teckna. Hans konst består av figurkompositioner, ensamma exotiska kvinnogestalter, rytmiskt arrangerade figurgrupper i interiörer i flera olika tekniker. Kylberg är representerad vid bland annat Nationalmuseum och Moderna museet. Han är begravd på Norra begravningsplatsen utanför Stockholm.